# Redemption Song
"Redemption Song" és l'última cançó de l'àlbum Uprising de Bob Marley and the Wailers. Quan va escriure la cançó, al voltant de l'any 1979, Marley ja havia estat diagnosticat del càncer del qual moriria més tard. Segons Rita Marley, "ell ja estava patint molt en secret i tractant amb la seva pròpia mortalitat, cosa que es veu clarament a l'àlbum, particularment en aquesta cançó". Aquesta cançó és considerada com l'obra seminal de Marley, amb una lletra que prové d'un discurs de l'orador panafricà Marcus Garvey.

## Gravació
Una versió de "Redemption Song" amb la intervenció de tota la banda fou publicada com a bonus track en el re-llançament d'Uprising l'any 2001, així com en el recopilatori del mateix any titulat One Love: The Very Best of Bob Marley & the Wailers. Tot i així, la versió solo roman la més popular i acceptada per l'audiència. L'any 2004 la cançó va situar-se en la posició #66 la classificació de Les 500 Millors Cançons de Tots els Temps de Rolling Stone.

## Significat i impacte social
A diferència de la major part de cançons de Bob Marley, és un solo de Bob Marley amb una guitarra acústica, qui també hi posa la veu, sense cap acompanyament. En concerts, però, Bob Marley i els Wailers la cantaven acústica, amb un mínimum d'instruments.
La cançó empeny els auditors a "Emancipar-se de l'esclavitud mental," perquè "ningú més que nosaltres mateixos podem alliberar les nostres ments". Aquestes línies foren extretes d'un discurs de Marcus Garvey a Nova Escòcia l'octubre de l'any 1937, que fou publicat en la seva revista Black Man.
| « | Nosaltres emanciparem les nostres ments de l'esclavitud mental mentre alguns altres potser alliberen el cos, ningú més que nosaltres mateixos pot alliberar la ment. La ment és el teu governant, sobirà. L'home que no és capaç de desenvolupar i fer servir la seva ment és obligat de romandre un esclau de l'altre home que fa servir la seva ment. | » |

## Versions
- Manfred Mann's Earth Band el 1983 en l'àlbum Somewhere in Afrika.
- No Use For A Name el 1995 en l'àlbum Leche Con Carnet.
- Una versió de Stevie Wonder va ser inclosa en la compilació Steview Wonder - Song Review: Greatest Hits del 1996.
- The Chieftains van enregistrar una versió amb Ziggy Marley, fill de Bob Marley, en l'àlbum The Wide World Over: A 40 Year Celebration del 2002.
- Una versió de Chantal Kreviazuk va ser inclosa en el recopilatori Peace Songs del 2003.
- Angelique Kidjo va publicar una versió de la cançó en el seu àlbum recopilatori Oh Happy Day: An All-Star Music Celebration el 2009.[4]
- Johnny Cash (amb Joe Strummer de The Clash)[5]
- Outlandish[6]
- Inadaptats l'any 2003 al disc SOS en fan una versió en català amb el títol Cançons Lliures.

## Versions en directe
La cançó ha sigut versionada en directe per una gran quantitat d'artistes, entre aquests:
- Lauryn Hill, amb l'acompanyament de Ziggy Marley
- Sinead O'Connor, que feia versions de Marley freqüentment.[7]
- Jackson Browne el 1995; l'enregistrament fou inclòs posteriorment en el recopilatori The Concert for the Rock & Roll Hall of Fame.
- John Legend, al Madison Square Garden de Nova York[8]
- Chris Cornell, durant un concert a Suècia l'any 2007[9]
- Bono d'U2[10][11]
- Pearl Jam[12]

## Aparicions en altres mitjans
Redemption Song és reproduïda durant una escena breu en la pel·lícula The Beach de l'any 2000, i també en els crèdits de la pel·lícula Sóc llegenda del 2007. També és cantada pel personatge Sawyer al final de la primera temporada de la sèrie de televisió Lost.
El títol Redemption Song ha estat abundantment usat i també, sobretot, en contextos en relació amb els afro americans. Per exemple, el grup Toots and the Maytals va gravar una cançó amb el mateix nom. El llibre sobre Muhammad Ali de Mike Marqusee rep també el títol de "Redemption Song", així com un llibre de Bertice Berry sobre un llibreter especialitzat en literatura afroamericana. Una biografia de Joe Strummer és també titulada "Redemption Song", així com el llibre de Niall Stanage sobre la campanya presidencial del 2008 de Barack Obama.